# Frontier: Elite II
Frontier: Elite II ist der 1993 erschienene Nachfolger des Computerspiels Elite und Vorgänger von Frontier: First Encounters. Das Spiel wurde von David Braben entwickelt und von Gametek und Konami vertrieben. Es erschien für DOS, Atari ST und Commodore Amiga. Für die PC-Konversion war Chris Sawyer verantwortlich, der auch Werbung für sein eigenes transportation game (gemeint ist Transport Tycoon) ins Spiel integrierte.

## Etymologie
Der Name ist englisch und bedeutet wörtlich übersetzt Grenzgebiet. Er bezieht sich jedoch auch auf die historische frontier während der Besiedlung der USA. Dabei bezieht sich der Begriff auch hier auf den nur dünn besiedelten Randbereich zwischen der menschlichen Zivilisation und der „Wildnis“, in welchem Gesetze nur eingeschränkt gelten und sich Abenteurer herumtreiben (vgl. Wilder Westen). Frontier wendet dabei diesen Begriff auf das Weltall an und unterscheidet zwischen zivilisierten und unbesiedelten Sternsystemen sowie Frontier-Systemen.

## Spielinhalt
Wie auch bei Elite schlüpft der Spieler in die Rolle eines Raumschiffbesitzers und kann sich fortan als Weltraumhändler, Pirat, Kopfgeldjäger, Söldner oder Rohstoffsucher betätigen oder auch einfach nur den Weltraum erkunden und z. B. in unerforschte Planetensysteme vordringen.
Gegenüber dem Vorgänger gibt es jedoch zahlreiche Neuerungen: So präsentiert sich dem Spieler eine wesentlich realistischere Spielwelt, erstmals gibt es komplexe Sonnensysteme, wogegen die Systeme in Elite nur aus je einem Planeten, einer Raumstation und einem Fixstern bestanden. Zudem ist es nun auch möglich, auf Planeten zu landen, wogegen das Original-Elite nur die ansteuerbaren Raumstationen bot. Frontier fügt dem Spielprinzip komplexe Systeme mit vielen unterschiedlichen Planeten und Planetentypen, zahlreichen Monden, Doppel- und Mehrfachsternen sowie Sterne aller Spektralklassen des Hertzsprung-Russell-Diagramms hinzu.
Wie bei diesem Genre üblich, besitzt man zu Beginn nur ein kleines, schwaches Schiff. Daher ist man zunächst dazu gezwungen, auf sicheren Strecken durch einfache Transportaufträge oder Handel Geld zu verdienen, um mit der Zeit stärkere Schiffe mit besserer Ausrüstung zu erwerben. Im Prinzip lässt sich durch diese Art Handel mit genügend Geduld beliebig viel Geld verdienen, für gewöhnlich verlässt man jedoch diese sicheren Routen, sobald man ein kampftaugliches Schiff sein Eigen nennt.
Weiterhin gibt es zahlreiche neue Betätigungsmöglichkeiten wie etwa entgeltlicher Transport von Paketen und Personen, militärische Aufklärungsaufträge, Attentate oder Bergbau auf Planeten. Außerdem kann man sich als Soldat in den Dienst einer der beiden konkurrierenden Mächte, der Föderation oder dem Imperium stellen und erhält mit steigendem Rang immer gefährlichere, aber auch besser bezahlte Aufträge und eventuell sogar Auszeichnungen.
Im Übrigen fehlt in Frontier eine echte Handlung, welcher der Spieler folgen könnte. Der eigentliche Kernpunkt des Spieles ist lediglich, in der „Elite-Wertung“ aufzusteigen, welche auf den Abschüssen gegnerischer Raumschiffe basiert. Diese Wertung spielt auch eine Rolle bei der Auftragsvergabe, da manche Auftraggeber ein bestimmtes Mindestniveau voraussetzen. Für den höchsten Rang, „Elite“, benötigt man 6.000 bestätigte Abschüsse.
Schlussendlich hat der Spieler einen „Ruf“ zu wahren bzw. aufzubauen; unehrenhafte Taten verschlechtern die Reputation, was sich wiederum negativ auf die Auftragsvergabe auswirkt. Wer beispielsweise einmal einen Passagier an eine ihn verfolgende Gruppierung ausliefert, bei dem wird auf absehbare Zeit kein Passagier mehr mitfliegen wollen.

## Technik
Frontier behielt in weiten Teilen die 3D-Vektorgrafik seines Vorgängers bei. Daneben führte das Spiel jedoch Texturen für Raumschiffe (nur in der PC-Version) und Bodenobjekte sowie polygonal dargestellte Himmelskörper ein. Zusätzlich zu diesen Objekten war im Hintergrund ein Bitmap-Sternhimmel zu sehen, während eigentlich unsichtbarer vorbeifliegender Sternenstaub die Bewegung des Raumschiffs optisch verdeutlichen sollte.
Während Raumschiffe im ersten Teil nur aus konvexen Polygonen bestehen durften, sind in Frontier: Elite II auch konkave Polygone möglich.
Eine Besonderheit der Grafik-Engine stellte die für damalige Verhältnisse einzigartige Simulation von Beleuchtungserscheinungen und atmosphärischer Lichtbrechung dar. Sämtliche Sterne erscheinen in einem andersfarbigen Licht, welches auf Schiffe und Planeten unterschiedlich abfärbt und mitsamt Schattenwurf berechnet werden. Ebenso werden auf Planeten Tag und Nacht sowie Auf- und Untergänge der Sonne(n) berechnet.
Auch in Bezug auf die Grafik zeigt das Spiel einige Programmfehler. So werden auch auf der sonnenabgewandten Seite eines Planeten befindliche Raumschiffe noch von dieser beleuchtet, obwohl sich diese komplett im Schatten des Planeten befinden. Darüber hinaus wird bei Planetensystemen mit mehreren Sonnen nur die Auswirkung des Lichts der „zentralen“ Sonne berechnet.
Die Soundkulisse des Spiels ist eher spartanisch gehalten. Nur die Geräusche von Triebwerken und Waffen sowie gelegentliches Piepen des Funkgerätes sind zu hören, auf Planetenoberflächen zudem noch ein Windrauschen. Der Soundtrack erklingt auf dem PC in AdLib/MIDI-Qualität und umfasst neben zwei von Andrew Lowe komponierten Frontier Themes klassische Werke von Mussorgski (Eine Nacht auf dem kahlen Berge, Die Hütte der Baba-Jaga, Das große Tor von Kiew), Grieg (In der Halle des Bergkönigs), Wagner (Walkürenritt) sowie der auch im Film 2001: Odyssee im Weltraum vor einer Science-Fiction-Thematik verwendete Walzer An der schönen blauen Donau von Johann Strauss. Die Amiga-Version umfasst dieselbe musikalische Kulisse, allerdings klingt sie hier aufgrund der besseren Sound-Hardware druckvoller und realistischer.

## Realistische Weltraumsimulation
Eine herausragende Eigenschaft von Frontier ist die für ein Spiel recht realistische Simulation des Raumflugs und der virtuellen Galaxie.
Die simulierte Milchstraße umfasst ca. 100 Milliarden Sonnensysteme. Fast jedes dieser Systeme besitzt einen eigenen pseudozufallsgenerierten Namen und individuelle Eigenschaften. Es gibt Systeme mit einem und Systeme mit mehreren Zentralgestirnen. Für jeden Stern sind Größe, Leuchtkraft, Masse und Oberflächentemperatur angegeben. Die Planeten kreisen auf elliptischen Bahnen, es gibt sie in verschiedenen Formen wie Gasriesen, substellaren Objekten oder kleinen Felsbrocken, ihre Bahnen und Rotationsachsen können gegen die Ekliptik geneigt sein und sie können wiederum Monde besitzen. In der näheren Umgebung des Sonnensystems befindliche Sternsysteme sind nach den aktuellen astronomischen Daten modelliert, z. B. Wega, Barnards Pfeilstern, Wolf 359, Ross 128, Fomalhaut, Tau Ceti oder Alpha Centauri.
Unterschiede zur Realität bestehen im Detaillierungsgrad, in der Simulation der übrigen Systeme mit einem deterministischen Pseudozufallszahlengenerator und in der Verteilung der Systeme, die in einer flacheren und gleichmäßigeren Verteilung simuliert werden, als dies tatsächlich in einer Spiralgalaxie der Fall ist.
Für den interplanetaren Flug gelten die bekannten physikalischen Gesetze über Schwerkraft, Masseträgheit, Beschleunigung und Impuls. Um ein Raumschiff zu beschleunigen, wird der Antrieb aktiviert. Schaltet man den Antrieb ab, bleibt das Raumschiff nicht stehen, sondern behält gemäß der Trägheit seine Flugbahn bei. Die Flugbahn wird natürlich durch die Gravitation der verschiedenen Himmelskörper beeinflusst. Die realitätsnahe Simulation ermöglicht es dem Spieler, sogar die Swing-by-Methode zu verwenden.
Die physikalischen Gesetze finden auch für Raumstationen Anwendung. Raumstationen sind an den Lagrange-Punkten um einen Planeten positioniert und erzeugen durch Rotation künstliche Schwerkraft. Zum Landen in einer Raumstation muss der Pilot die Rotation seines Raumfahrzeuges an die der Station anpassen.
Selbst der zeitliche Ablauf wird realistisch simuliert. Die Raumschiffe verwenden für den interplanetaren Flug eine Beschleunigung von einigen G, je nach Schiffstyp zwischen 6 G und 30 G (zum Vergleich: der Eurofighter Typhoon beschleunigt ungefähr mit 0,8 G). Ein Flug von der Erde zum Mars dauert so mehrere Stunden. Im Spiel nutzt der Spieler einen Zeitbeschleunigungsmechanismus, um die Reisedauer auf wenige Sekunden zu reduzieren. Dieser Mechanismus ist im Handbuch als zeitempfindungsverändernde Droge erklärt, die den Piloten im Raumschiff zur Verfügung steht. Diese Droge sei entwickelt worden, nachdem zahlreiche Piloten aufgrund der Langeweile während des Raumfluges ihre Raumschiffe in stellare Objekte steuerten, nur um endlich mal wieder etwas zu erleben, und so ums Leben kamen.
Für den interstellaren Flug verfügen die Raumschiffe über einen Hyperraum-Antrieb (siehe auch Vierte Dimension), der ein Wurmloch erzeugt, das der Pilot subjektiv in wenigen Sekunden, objektiv allerdings innerhalb weniger Tage durchfliegt.
Selbst die Kampfsimulation ist sehr realistisch. Da es im Weltraum kein schallübertragendes Medium gibt, kann man nur den Antrieb des eigenen Raumschiffes hören, sofern angeschaltet. Von anderen Raumschiffen hört man keinen Antrieb. Die hörbaren Geräusche der feindlichen Waffensysteme werden vom eigenen Bordcomputer erzeugt. Die Raumschiffe sind mit Laser- oder Plasma-Beschleunigungswaffen ausgerüstet. Die Laserstrahlen breiten sich mit Lichtgeschwindigkeit und beschleunigtes Plasma mit annähernd Lichtgeschwindigkeit aus, diese Waffen zeigen also keine spürbare Verzögerung.
Um ein anderes Schiff zu bekämpfen, reicht es nicht aus, eine Flugbahn zu wählen, welche die Flugbahn des anderen Schiffes kreuzt. Aufgrund der unterschiedlichen Flugvektoren und der Trägheit würden die Schiffe aneinander vorbeirasen, ohne dass die Piloten einander überhaupt sehen würden. Stattdessen ist eine Flugbahn zu wählen, die sich der Flugbahn des anderen Schiffes derart angleicht, dass die Schiffe ungefähr die gleiche Position und den gleichen Vektor erhalten. Meist nutzt man dazu den Autopiloten.
Einige Spieler empfinden den Realismus als übertrieben und schwierig. Andere Spieler sehen gerade in dem großen Realismus einen besonderen Reiz des Spiels.

## Kritik und Programmfehler
Gerade der Versuch einer realistischen Simulation des Weltraumes führte dazu, dass Frontier bei Erscheinen zahlreiche Programmfehler (Bugs) aufwies. Fehler dieser Art waren unter anderem:
- In einer frühen Spielversion konnte man etwa versuchen, belegte Passagierkabinen zu verkaufen. Dieses war zwar nicht möglich, führte aber dazu, dass dem Spieler der Preis für die Kabine trotzdem gutgeschrieben wurde.
- Ebenso waren in einer frühen Version im Sternsystem Cemiess normale Waren zu negativen Preisen erhältlich, also erhielt der Spieler schon für den Erwerb dieser Waren Geld, was die Gewinnspanne beim Weiterverkauf drastisch erhöhte.
- Die Benennung von Sternensystemen mit drei zufällig ausgewählten Silben führte zum einen zu Namensdopplungen, zum anderen zu kuriosen Namen wie Bebece (vgl. BBC), Canada (Kanada) oder Miami (vgl. Miami).
- Außerdem wurden bewohnte Systeme nach einer Wahrscheinlichkeitsfunktion in Form einer Normalverteilung erstellt, sodass statistisch gesehen auch sehr weit von den zentralen Systemen noch bewohnte Planeten möglich waren. So fanden sich tatsächlich auch hunderte oder tausende von Lichtjahren von der Erde entfernt Planetensysteme mit stabiler Regierung und ansteuerbaren Sternenhäfen. Außerdem fanden sich vereinzelt bewohnte Planeten mit unrealistischen Lebensbedingungen (hohe oder tiefe Temperaturen) oder bewohnte Systeme, die als unbewohnt oder nicht erkundet ausgewiesen wurden.
- Gelegentlich fanden sich auch Systeme, die zwar als bewohnt ausgewiesen wurden, jedoch keinerlei ansteuerbare Häfen oder Raumstationen aufwiesen. In Einzelfällen besaßen als bewohnt bezeichnete Systeme nicht einmal Planeten.
- Ein schwerwiegender Fehler, der in späteren Versionen behoben wurde, hing mit einem Überlauf wegen der Verwendung von 16-Bit-Datenworten in den Entfernungsvariablen zusammen und verursachte, dass Hyperraumsprünge ab 65.536 + x Lichtjahren Entfernung vom Treibstoffverbrauch her berechnet wurden wie Sprünge in x Lichtjahren Entfernung. Einige Fans legten diesen Fehler humoristisch als „Wurmloch“ aus, mit dem es durch die geschickte Wahl einer Flugroute von mehreren Sprüngen möglich war, praktisch jedes der bewohnten Systeme schnell zu erreichen.
- Zudem waren einige Koordinaten realer Sternensysteme unzutreffend wiedergegeben worden. So lagen in Frontier sowohl die Sterne der Plejaden als auch die des Sternbilds Ursa major (Großer Bär) in einer Ebene.
- Die statistische Häufigkeit von verschiedenen Sternen ist unzutreffend, so gibt es zwar viele Hauptreihensterne, aber nur einzelne mit realem Namen beschriebene Sterne in der relativen Nähe der Sonne, die korrekt als Überriesen bezeichnet werden.
- Es ist nicht möglich, sich von einem Stern weiter als 65.536 AU zu entfernen und auf diese Weise ein anderes Sternensystem zu erreichen.
- Bei der PC-Version war der Bergbaumodus nicht spielbar. Beim Versuch, ein Sternensystem, in dem man Bergbaumaschinen auf der Planetenoberfläche zurückließ, zu verlassen, stürzte das Spiel ab.

## Rezeption
Trotz vieler Programmfehler und offenkundigen Schwächen beurteilten Spielezeitschriften Frontier durchgehend positiv. David Braben selbst nannte im Interview mit der Zeitschrift Power Play das Spiel als nicht perfekt und zog – auf die lange Entwicklungszeit angesprochen – einen Vergleich mit Achilles und der Schildkröte: Er käme dem Ziel immer näher, ohne es zu erreichen. Die Zeitschrift bewertete das Spiel schließlich mit 90 Prozentpunkten und vergab die Besonders-empfehlenswert-Auszeichnung. Auch der Amiga Joker krönte das Spiel mit einem Preis und vergab eine Wertung von 91 %.
Nach dem Ende des Supports war Frontier lange nur mit Emulatoren auf modernen Betriebssystemen verwendbar. Um 2005 herum erstellte jedoch Tom Morton über Reverse engineering eine Plattform-neutrale C-Version aus der Atari-ST-Version, genannt GLFrontier, und machte es damit wieder nativ und mit guter Leistung auf modernen Betriebssystemen spielbar.